# Ingo
För andra betydelser, se Ingo (olika betydelser).
Ingo är ett varumärke för fordonsbränsle i Sverige och Danmark, som ägs av kanadensiska Alimentation Couche-Tard, som också äger Circle K. Ingo lanserades som varumärke i Sverige och Danmark i april 2014 och hade då drygt 250 stationer i Sverige och 130 i Danmark.

## Historik
Ingo har sitt ursprung ur bensinstationskedjan Jet, som 1978 öppnade sin första automatbensinstation under namnet ARA i Göteborg. Varumärket Jet användes av Statoil på licens från ConocoPhillips, vilket föranledde att Alimentation Couche-Tard efter köp av kedjan valde att ta bort varumärket från Danmark och Sverige. I april 2014 fanns det totalt 213 Jet-stationer, som skyltades om till Ingo, där stationerna i Köpenhamn och Malmö var först ut.
I oktober 2014 började en omskyltning av automatstationerna "Statoil 1-2-3", där automatstationerna vid Maltesholmsvägen i Hässelby gård och Skvaltans väg i Nacka var de två första som skyltades om till Ingo. I maj 2015 var samtliga automatstationer under varumärket Statoil omskyltade. Efter tillskottet av de nya stationerna blev Ingo en ledande automatstationskedja i Sverige, med totalt 232 automatstationer.